# 1554
Năm 1554 (số La Mã: MDLIV) là một năm thường bắt đầu vào thứ hai trong lịch Julius.

## Sự kiện
- Nhà Lê Trung Hưng chiếm được Thuận Hóa và Quảng Nam từ nhà Mạc. Lãnh thổ Đại Việt chính thức chia làm 2 nửa: từ Ninh Bình trở ra trong tay nhà Mạc, từ Thanh Hóa trở vào trong tay nhà Lê.